# Omicidi dello Stalag Luft III
Gli omicidi dello Stalag Luft III furono crimini di guerra perpetrati da membri della Gestapo in seguito alla "Grande Fuga" di prigionieri di guerra alleati dal campo di prigionia della Luftwaffe noto come Stalag Luft III il 25 marzo 1944. Dei 76 fuggitivi, 73 furono nuovamente catturati, la maggior parte entro diversi giorni dall'evasione, 50 di questi furono giustiziati per ordine personale di Adolf Hitler. Queste esecuzioni sommarie sono state condotte entro breve tempo dalla cattura.
L'indignazione per le esecuzioni si manifestò subito, sia nel campo di prigionia tra i compagni dei prigionieri evasi, sia nel Regno Unito, dove il ministro degli Esteri Anthony Eden si alzò alla Camera dei Comuni per annunciare, nel giugno 1944, che i colpevoli avrebbero "ricevuto una condanna esemplare".
Dopo la capitolazione della Germania nazista, nel maggio 1945, la polizia della Royal Air Force, nel quale i 50 aviatori erano stati in servizio, ha iniziato un'indagine speciale sulle uccisioni; dopo aver visionato le fotografie l'atto è stato considerato un crimine di guerra, nonostante i rapporti ufficiali tedeschi dichiarassero che gli aviatori erano stati colpiti mentre tentavano di fuggire dalla prigionia dopo la cattura. L'ampia indagine fu guidata dal Comandante di stormo della RAF Wilfred Bowes e dal Comandante di squadriglia Frank McKenna dello Special Investigation Branch per gli eventi successivi alla cattura dei 73 aviatori, indagine unica per essere stata la sola su cui avesse indagato un singolo corpo di forze armate di una nazione.

## Omicidi
Il giorno dopo la fuga di massa dallo Stalag Luft III, Hitler inizialmente diede ordine personalmente che ogni ufficiale catturato dovesse essere fucilato. Il Reichsmarschall Hermann Göring, il SS-Reichsführer Heinrich Himmler e il feldmaresciallo Wilhelm Keitel, discusero sulle responsabilità della fuga. Göring fece notare a Hitler che un massacro avrebbe potuto provocare rappresaglie contro i piloti tedeschi nelle mani degli Alleati. Hitler accettò, ma insistette che "più della metà" dovevano essere fucilati, ordinando infine a Himmler di giustiziare più della metà dei fuggitivi, raggiungendo un accordo per un totale di 50 persone. Keitel ha dato ordine che gli ufficiali assassinati fossero cremati e le loro ceneri restituite al campo di prigionia come deterrente per ulteriori fughe. Himmler organizzò la logistica per uccidere effettivamente gli uomini e la trasmise attraverso i suoi subordinati nella Gestapo. Gli ordini generali erano che gli ufficiali catturati sarebbero stati consegnati alla polizia criminale, e cinquanta sarebbero stati consegnati alla Gestapo per essere uccisi.
Man mano che i prigionieri venivano catturati, venivano interrogati per cercare di ottenere ogni informazione utile e portati via in automobile, di solito due alla volta, con il pretesto di riportarli al loro campo di prigionia. La Gestapo li avrebbe fermati nel paese e avrebbe invitato gli ufficiali a fare i propri bisogni: in questo modo i prigionieri vennero uccisi a distanza ravvicinata con colpi di pistola o di mitragliatrice. I corpi vennero quindi lasciati sul posto per il successivo recupero, in seguito vennero cremati e restituiti allo Stalag Luft III.
L'intelligence militare britannica è stata informata degli eventi da lettere inviate a casa in seguito alle comunicazioni arrivate dalla Svizzera, che come parte neutrale ha riferito regolarmente sulle condizioni nei campi di prigionia ad entrambe le parti. Gli avvisi pubblicati nei campi di prigionia alleati il 23 luglio 1944 che «la fuga dai campi di prigione non è uno sport» sulla scia della fuga dello Stalag Luft III, così come la morte sospetta di cinquanta ufficiali, hanno portato il governo britannico a sospettare che si fosse verificato un crimine di guerra. Il giudice originariamente incolpò il feldmaresciallo Keitel, ritenendo che la pubblicazione degli avvisi fosse collegato all'avviso di sparare ai prigionieri.
Il governo britannico ha appreso inizialmente di 47 morti dopo una visita di routine da parte delle autorità svizzere, in qualità di potenza protettrice, a maggio; Il ministro degli Esteri Anthony Eden annunciò questa notizia alla Camera dei Comuni il 19 maggio 1944. Poco dopo l'annuncio, l'ufficiale britannico anziano del campo, il capitano del gruppo Herbert Massey, fu rimpatriato in Inghilterra per motivi di salute. Al suo ritorno, informò il governo delle circostanze della fuga e della realtà dell'omicidio dei fuggitivi catturati. Con le informazioni ricevute da Massey, insieme alla notifica ufficiale dei 50 morti da parte del governo tedesco, Eden aggiornò il Parlamento il 23 giugno, promettendo che, alla fine della guerra, i responsabili sarebbero stati assicurati alla giustizia.

## Vittime
| Nome                       | Grado                       | Nazione | Unità                         | Data della morte | Luogo di cremazione |
| -------------------------- | --------------------------- | ------- | ----------------------------- | ---------------- | ------------------- |
| Birkland, Henry J.         | Sottotenente di squadriglia | CAN     | No.72 Sqn RAF                 | 31 Marzo 1944    | Legnica             |
| Brettell, E. Gordon        | Tenente di squadriglia      | GBR     | No.133 Sqn RAF                | 29 Marzo 1944    | Danzica             |
| Bull, Leslie G. "Johnny"   | Comandante di squadriglia   | GBR     | No.109 Sqn RAF                | 29 Marzo 1944    | Most                |
| Bushell, Roger J.          | Comandante di squadriglia   | GBR     | No.92 Sqn RAF                 | 29 Marzo 1944    | Saarbrücken         |
| Casey, Michael J.          | Tenente di squadriglia      | GBR     | No.57 Sqn RAF                 | 31 Marzo 1944    | Görlitz             |
| Catanach, James            | Comandante di squadriglia   | AUS     | No.455 Sqn RAAF               | 29 Marzo 1944    | Kiel                |
| Christensen, Arnold G.     | Ufficiale pilota            | NZL     | No.26 Sqn RAF                 | 29 Marzo 1944    | Kiel                |
| Cochran, Dennis H.         | Sottotenente di squadriglia | GBR     | No.10 OTU RAF                 | 31 Marzo 1944    | Natzweiler          |
| Cross, Ian E. K. P.        | Comandante di squadriglia   | GBR     | No.103 Sqn RAF                | 31 Marzo 1944    | Görlitz             |
| Espelid, Halldor           | Tenente                     | NOR     | No.331 Sqn (Norvegese) RAF    | 29 Marzo 1944    | Kiel                |
| Evans, Brian H.            | Tenente di squadriglia      | GBR     | No.49 Sqn RAF                 | 31 Marzo 1944    | Legnica             |
| Fuglesang, Nils Jørgen     | Tenente                     | NOR     | No.332 Sqn (Norvegese) RAF    | 29 Marzo 1944    | Kiel                |
| Gouws, Johannes S.         | Tenente                     | ZAF     | No.40 Sqn SAAF                | 29 Marzo 1944    | Monaco di Baviera   |
| Grisman, William J.        | Tenente di squadriglia      | GBR     | No.109 Sqn RAF                | 6 Aprile 1944    | Breslavia           |
| Gunn, Alastair D. M.       | Tenente di squadriglia      | GBR     | No.1 PRU RAF                  | 6 Aprile 1944    | Breslavia           |
| Hake, Albert H.            | Tenente di squadriglia      | AUS     | No.72 Sqn RAF                 | 31 Marzo 1944    | Görlitz             |
| Hall, Charles P.           | Tenente di squadriglia      | GBR     | No.1 PRU RAF                  | 30 Marzo 1944    | Legnica             |
| Hayter, Anthony R. H.      | Tenente di squadriglia      | GBR     | No.148 Sqn RAF                | 6 Aprile 1944    | Natzweiler          |
| Humphreys, Edgar S.        | Tenente di squadriglia      | GBR     | No.107 Sqn RAF                | 31 Marzo 1944    | Legnica             |
| Kidder, Gordon A.          | Sottotenente di squadriglia | CAN     | No.156 Sqn RAF                | 29 Marzo 1944    | Mährisch Ostrau     |
| Kierath, Reginald V.       | Tenente di squadriglia      | AUS     | No.450 Sqn RAAF               | 29 Marzo 1944    | Most                |
| Kiewnarski, Antoni         | Tenente di squadriglia      | POL     | No.305 Sqn (Polacco) RAF      | 31 Marzo 1944    | Sconosciuto         |
| Kirby-Green, Thomas G.     | Comandante di squadriglia   | GBR     | No.40 Sqn RAF                 | 29 Marzo 1944    | Mährisch Ostrau     |
| Kolanowski, Włodzimierz A. | Sottotenente di squadriglia | POL     | No.301 Sqn (Polacco) RAF      | 31 Marzo 1944    | Legnica             |
| Król, Stanisław Z.         | Sottotenente di squadriglia | POL     | No.64 Sqn RAF                 | 12 Aprile 1944   | Breslavia           |
| Langford, Patrick W.       | Tenente di squadriglia      | CAN     | No.16 OTU RAF                 | 31 Marzo 1944    | Legnica             |
| Leigh, Tom                 | Tenente di squadriglia      | AUS     | No.76 Sqn RAF                 | 31 Marzo 1944    | Görlitz             |
| Long, James L. R.          | Tenente di squadriglia      | GBR     | No.9 Sqn RAF                  | 12 Aprile 1944   | Breslavia           |
| Marcinkus, Romas           | Tenente di squadriglia      | LTU     | No.1 Sqn RAF                  | 29 Marzo 1944    | Danzica             |
| McGarr, Clement A. N.      | Tenente                     | ZAF     | No.2 Sqn SAAF                 | 6 Aprile 1944    | Breslavia           |
| McGill, George E.          | Tenente di squadriglia      | CAN     | No.103 Sqn RAF                | 31 Marzo 1944    | Legnica             |
| Milford, Harold J.         | Tenente di squadriglia      | GBR     | No.226 Sqn RAF                | 6 Aprile 1944    | Breslavia           |
| Mondschein, Jerzy T.       | Sottotenente di squadriglia | POL     | No.304 Sqn (Polacco) RAF      | 29 Marzo 1944    | Most                |
| Pawluk, Kazimierz          | Sottotenente di squadriglia | POL     | No.305 Sqn (Polacco) RAF      | 31 Marzo 1944    | Sconosciuto         |
| Picard, Henri A.           | Tenente di squadriglia      | BEL     | No.350 Sqn (Belga) RAF        | 29 Marzo 1944    | Danzica             |
| Pohe, John                 | Sottotenente di squadriglia | NZL     | No.51 Sqn RAF                 | 31 Marzo 1944    | Görlitz             |
| Scheidhauer, Bernard W. M. | Tenente                     | FRA     | No.131 Sqn RAF                | 29 Marzo 1944    | Saarbrücken         |
| Skanzikas, Sotiris         | Ufficiale pilota            | GRC     | No.336 Sqn (Greco) RAF        | 30 Marzo 1944    | Sconosciuto         |
| Stevens, Rupert J.         | Tenente                     | ZAF     | No.12 Sqn SAAF                | 29 Marzo 1944    | Monaco di Baviera   |
| Stewart, Robert C.         | Sottotenente di squadriglia | GBR     | No.77 Sqn RAF                 | 31 Marzo 1944    | Legnica             |
| Stower, John Gifford       | Sottotenente di squadriglia | ARG     | No.142 Sqn RAF                | 31 Marzo 1944    | Legnica             |
| Street, Denys O.           | Sottotenente di squadriglia | GBR     | No.207 Sqn RAF                | 6 Aprile 1944    | Breslavia           |
| Swain, Cyril D.            | Tenente di squadriglia      | GBR     | No.105 Sqn RAF                | 31 Marzo 1944    | Legnica             |
| Tobolski, Paweł            | Sottotenente di squadriglia | POL     | No.301 Sqn (Polacco) RAF      | 2 Aprile 1944    | Breslavia           |
| Valenta, Arnošt            | Tenente di squadriglia      | CZE     | No.311 Sqn (Cecoslovacco) RAF | 31 Marzo 1944    | Legnica             |
| Walenn, Gilbert W.         | Tenente di squadriglia      | GBR     | No.25 OTU RAF                 | 29 Marzo 1944    | Danzica             |
| Wernham, James C.          | Tenente di squadriglia      | CAN     | No.405 Sqn RCAF               | 30 Marzo 1944    | Sconosciuto         |
| Wiley, George W.           | Tenente di squadriglia      | CAN     | No.112 Sqn RAF                | 31 Marzo 1944    | Görlitz             |
| Williams, John E. A.       | Comandante di squadriglia   | AUS     | No.450 Sqn RAAF               | 29 Marzo 1944    | Most                |
| Williams, John F.          | Tenente di squadriglia      | GBR     | No.107 Sqn RAF                | 6 Aprile 1944    | Breslavia           |

## Indagine
L'indagine è iniziata diciassette mesi dopo che i presunti crimini erano stati commessi, rendendo quindi l'episodio un cold case. Peggio ancora, secondo un resoconto delle indagini, gli autori "appartenevano a un organismo, la Polizia segreta di Stato o Gestapo, che deteneva ed esercitava ogni facilitazione per fornire ai suoi membri false identità e documenti di identificazione falsi [;] gli fu ordinato di fuggire immediatamente al momento della resa nazionale".
Il piccolo gruppo di investigatori, composto da 5 ufficiali e 14 sottufficiali, è rimasto attivo per 3 anni e ha identificato 72 uomini come colpevoli di omicidio o di associazione a delinquere finalizzata all'omicidio, dei quali 69 furono imputati. Di questi 69, 21 furono infine processati e giustiziati (alcuni per omicidi diversi dallo Stalag Luft III); 17 furono processati e imprigionati; 11 si suicidarono; 7 sono rimasti irreperibili, anche se 4 di questi sono stati presunti morti; 6 erano stati uccisi durante la guerra; 5 sono stati arrestati ma non accusati; 1 è stato arrestato ma non accusato in modo da poter essere utilizzato come testimone; 3 sono stati incriminati, ma in seguito sono stati assolti o la sentenza stessa è stata annullata in sede di revisione; 1 rimase al sicuro nella Germania dell'Est.
Nonostante i tentativi di insabbiare gli omicidi durante la guerra, gli investigatori furono aiutati dalla meticolosa contabilità della Germania, come ad esempio nei vari crematori, così come nei resoconti dei testimoni oculari volenterosi e nelle molte confessioni tra gli stessi membri della Gestapo, che sostennero solamente di eseguire gli ordini.

## Accusati

### Alto comando
| Nome              | Carica                                | Epilogo                      |
| ----------------- | ------------------------------------- | ---------------------------- |
| Hitler, Adolf     | Führer                                | Suicidio, 30 Aprile 1945     |
| Keitel, Wilhelm   | Capo dell'Oberkommando der Wehrmacht  | Giustiziato, 16 Ottobre 1946 |
| Himmler, Heinrich | SS-Reichsführer e Comandante delle SS | Suicidio, 23 Maggio 1945     |
| Göring, Hermann   | Comandante della Luftwaffe            | Suicidio, 16 Ottobre 1946    |

### Leadership RSHA
| Nome                 | Carica                             | Epilogo                                                                    |
| -------------------- | ---------------------------------- | -------------------------------------------------------------------------- |
| Kaltenbrunner, Ernst | Direttore dell'RSHA                | Giustiziato, 16 Ottobre 1946                                               |
| Nebe, Arthur         | Comandante della Kripo, RSHA       | Giustiziato dalla Gestapo nel Febbraio 1945                                |
| Wielen, Max          | SS-Obergruppenführer               | Condannato all'ergastolo il 3 Settembre 1947 rilasciato il 24 Ottobre 1952 |
| Müller, Heinrich     | Comandante della Gestapo, RSHA     | Sconosciuto – scomparso a Berlino il 1º maggio 1945                        |
| Wilhelm Scharpwinkel | ufficiale della Gestapo e delle SS | Morto durante la prigionia sovietica, Ottobre 1947                         |

### Ufficiali sul campo della Gestapo
| Nome                  | Ufficio           | Epilogo |
| --------------------- | ----------------- | --- |
| Absalon, Gunther      | Breslavia         | Morto durante la prigionia sovietica nel maggio 1948 |
| Baatz                 | Liberec           | Rilasciato prematuramente dall'Armata Rossa |
| Boschert, Heinrich    | Karlsruhe         | Condannato a morte il 3 settembre 1947, pena commutata in ergastolo                                                                                               |
| Breithaupt, Walter    | Saarbrücken       | Condannato all'ergastolo il 3 settembre 1947, rilasciato il 24 ottobre 1952                                                                                       |
| Bruchardt, Reinhold   | Danzica           | Condannato a morte il 6 novembre 1948, pena commutata in ergastolo in seguito all'abbandono della pena di morte da parte della Gran Bretagna, rilasciato nel 1956 |
| Dankert               | Breslavia         | Sconosciuto |
| Denkmann, Artur       | Kiel              | Condannato a 10 anni di reclusione il 3 settembre 1947 |
| Dissner, Max          | Strasburgo        | Suicidio il 11 maggio 1948 |
| Ganninger, Otto       | Karlsruhe         | Suicidio il 26 aprile 1946 |
| Geith, Eduard         | Monaco di Baviera | Giustiziato ad Hameln il 27 febbraio 1948 |
| Josef Gmeiner         | Karlsruhe         | Giustiziato ad Hameln il 27 febbraio 1948 |
| Hampel, Walter        | Breslavia         | Arrestato il 1º settembre 1948, l'accusa non è stata eseguita in conformità con la nuova politica del governo britannico in materia di crimini di guerra          |
| Hänsel, Richard       | Breslavia         | Assolto il 6 novembre 1948 |
| Herberg, Walter       | Karlsruhe         | Giustiziato ad Hameln il 27 febbraio 1948 |
| Hilker, Heinrich      | Strasburgo        | Rilasciato prematuramente dalla custodia francese, accusato, caso sciolto il 23 dicembre 1966                                                                     |
| Hug, Julius           | Danzica           | Sconosciuto |
| Isselhorst, Erich     | Strasburgo        | Giustiziato a Strasburgo il 23 febbraio 1948 per altre atrocità                                                                                                   |
| Jacobs, Walter        | Kiel              | Giustiziato ad Hameln il 27 febbraio 1948 |
| Kähler, Hans          | Kiel              | Giustiziato ad Hameln il 27 febbraio 1948 |
| Kilpe, Max            | Danzica           | Arrestato il 27 agosto 1948, l'accusa non è stata eseguita |
| Kiske, Paul           | Breslavia         | Ucciso durante l'assedio di Breslavia |
| Kiowsky, Friedrich    | Brno/Zlín         | Giustiziato in Cecoslovacchia nel 1947 |
| Knappe, ?             | Breslavia         | Ucciso durante l'assedio di Breslavia |
| Knippelberg, Adolf    | Brno/Zlín         | Rilasciato prematuramente dall'Armata Rossa nel 1945 |
| Koslowsky, Otto       | Brno/Zlín         | Giustiziato in Cecoslovacchia nel 1947 |
| Kreuzer, ?            | Breslavia         | Probabilmente ucciso nel 1945 |
| Kuhnel, ?             | Breslavia         | Ucciso durante l'assedio di Breslavia |
| Lang, ?               | Breslavia         | Probabilmente ucciso nel 1945 |
| Läuffer, ?            | Breslavia         | Suicidio non confermato |
| Lux, ?                | Breslavia         | Ucciso durante l'assedio di Breslavia |
| Wilhelm Nölle         | Brno/Zlín         | Arrestato il 10 giugno 1948, l'accusa non è stata eseguita |
| Pattke, Walter        | Breslavia         | Probabilmente ucciso nel 1945 |
| Johannes Post         | Kiel              | Giustiziato ad Hameln il 27 febbraio 1948 |
| Preiss, Otto          | Karlsruhe         | Giustiziato ad Hameln il 27 febbraio 1948 |
| Prosse, ?             | Breslavia         | Morto nel 1944 |
| Romer, Hugo           | Brno/Zlín         | Sconosciuto |
| Sasse, Walter         | Danzica           | Fuggito dal campo di internamento |
| Oswald Schäfer        | Monaco di Baviera | Assolto l'11 dicembre 1968 |
| Schauschütz, Franz    | Brno/Zlín         | Giustiziato in Cecoslovacchia nel 1947 |
| Schermer, Martin      | Monaco di Baviera | Suicidio il 25 Aprile 1945 |
| Alfred Schimmel       | Strasburgo        | Giustiziato ad Hameln il 27 febbraio 1948 |
| Schmauser, Ernst      | Breslavia         | Catturato dall'Armata Rossa |
| Schmidt, Franz        | Kiel              | Suicidio il 27 Ottobre 1946 |
| Fritz Schmidt         | Kiel              | Condannato a due anni di reclusione nel maggio 1968 |
| Schmidt, Oskar        | Kiel              | Giustiziato ad Hameln il 27 febbraio 1948 |
| Schneider, Johann     | Monaco di Baviera | Giustiziato ad Hameln il 27 febbraio 1948 |
| Schröder, Robert      | Breslavia         | Non incriminato, usato come testimone materiale |
| Schulz, Emil          | Saarbrücken       | Giustiziato ad Hameln il 27 febbraio 1948 |
| Schwartzer, Friedrich | Brno/Zlín         | Giustiziato in Cecoslovacchia nel 1947 |
| Seetzen, Heinrich     | Breslavia         | Suicidio il 28 Settembre 1945 |
| Spann, Leopold        | Saarbrücken       | Ucciso in un raid aereo, Linz, 25 aprile 1945 |
| Struve, Wilhelm       | Kiel              | Condannato a 10 anni di reclusione il 3 settembre 1947 |
| Venediger, Günther    | Danzica           | Condannato a due anni di reclusione dopo quattro anni di appello il 17 dicembre 1957                                                                              |
| Voelz, Walter         | Danzica           | Sconosciuto, creduto ucciso |
| Weil, Emil            | Monaco di Baviera | Giustiziato ad Hameln il 27 febbraio 1948 |
| Weissman, Robert      | Liberec           | Detenuto dalle autorità francesi ma non trasferito |
| Wenzler, Herbert      | Danzica           | Arrestato nel 1948, l'accusa non è stata eseguita |
| Weyland, Robert       | Liberec           | Rifugiato nella zona sovietica |
| Wieczorek, Erwin      | Breslavia         | Condannato a morte il 6 novembre 1948, condanna annullata |
| Wielen, Max           | Breslavia         | Condannato all'ergastolo 3 settembre 1947 |
| Witt, Harry           | Danzica           | Arrestato nel 1948, l'accusa non è stata eseguita |
| Wochner, Magnus       | Karlsruhe         | Condannato a 10 anni di reclusione per le atrocità a Natzweiler-Struthof                                                                                          |
| Zacharias, Erich      | Brno/Zlín         | Giustiziato ad Hameln il 27 febbraio 1948 |
| Ziegler, Hans         | Brno/Zlín         | Suicidio il 3 febbraio 1948 |

## Processi
Arthur Nebe, SS-Gruppenführer, che si ritiene abbia selezionato gli aviatori da fucilare, fu successivamente giustiziato dai nazisti stessi per il suo coinvolgimento nel complotto del 20 luglio per uccidere Hitler.
Il colonnello americano Telford Taylor era il pubblico ministero degli Stati Uniti nel processo dell'Alto Comando al processo di Norimberga. L'accusa in questo caso prevedeva che lo Stato Maggiore dell'Esercito e l'Alto Comando delle forze armate tedesche fossero considerati alla pari delle organizzazioni criminali: a testimoniare sono stati chiamati diversi superstiti tra i marescialli e gli ufficiali di stato maggiore. Uno dei crimini tra i capi d'accusa era l'omicidio dei 50. Il colonnello della Luftwaffe Bernd von Brauchitsch, che prestava servizio nello staff del maresciallo del Reich Hermann Göring, fu interrogato dal capitano Horace Hahn in merito agli omicidi.
Il primo processo che trattava specificamente degli omicidi di Stalag Luft III iniziò il 1º luglio 1947, contro 18 imputati. Il processo si è svolto davanti al Tribunale n. 1 per i crimini di guerra presso la Curio Haus di Amburgo, gli imputati si dichiararono tutti non colpevoli nei confronti dei capi indicati (vedi tabella, i nomi nella colonna finale sono le vittime di cui sono stati accusati di aver ucciso). I verdetti e le sentenze furono emessi dopo ben cinquanta giorni, il 3 settembre di quell'anno. Max Wielen è stato riconosciuto colpevole di cospirazione e condannato all'ergastolo. Gli altri sono stati giudicati non colpevoli delle prime due accuse, ma colpevoli delle singole accuse di omicidio. Breithaupt e Boschert furono condannati all'ergastolo, Denkmann e Struve a dieci anni ciascuno. Gli altri 13 condannati furono impiccati nella prigione di Hameln nel febbraio 1948 dal boia britannico Albert Pierrepoint.
| Accusato          | Accusa 1: Aver commesso un crimine di guerra in luoghi diversi in Germania e nei territori occupati tra il 25 marzo 1944 e il 13 aprile 1944 dove erano interessati SS-Gruppenführer Müller, SS-Gruppenführer Nebe e altre persone conosciute e sconosciute nell'uccisione, in violazione delle leggi e usi di guerra, di prigionieri di guerra fuggiti da Stalag Luft III. | Accusa 2: Aver commesso un crimine di guerra in luoghi diversi in Germania e nei territori occupati tra il 25 marzo 1944 e il 13 aprile 1944 dove erano interessati il SS-Gruppenführer Müller, il SS-Gruppenführer Nebe e altre persone conosciute e sconosciute nell'esecuzione di ordini contrari alle leggi e agli usi della guerra, ordini di uccidere i prigionieri di guerra fuggiti dallo Stalag Luft III. | Accusa 3: Commettere un crimine di guerra in quanto tra (luogo) e (luogo), su o circa (data) quando i membri della (luogo) Gestapo, in violazione delle leggi e usi di guerra sono stati coinvolti nell'uccisione dei prigionieri di guerra (vittima), sia della (forza). |
| ----------------- | --- | --- | --- |
| Heinrich Boschert | x | x | D. H. Cochran |
| Walter Breithaupt | x | x | R. J. Bushell and B. M. W. Scheidhauer |
| Artur Denkmann    | x | x | J. Catanach, H. Espelid, A. G. Christensen, N. Fuglesang |
| Eduard Geith      | x | x | J. R. Stevens, J. S. Gouws |
| Josef Gmeiner     | x | x | D. H. Cochran |
| Walter Herberg    | x | x | D. H. Cochran |
| Walter Jacobs     | x | x | H. Espelid, A. G. Christensen, N. Fuglesang |
| Hans Kähler       | x | x | J. Catanach, H. Espelid, A. G. Christensen, N. Fuglesang |
| Johannes Post     | x | x | J. Catanach, H. Espelid, A. G. Christensen, N. Fuglesang |
| Otto Preiss       | x | x | D. H. Cochran |
| Alfred Schimmel   | x | x | A. R. H. Hayter |
| Oskar Schmidt     | x | x | H. Espelid, A.G. Christensen, N. Fuglesang |
| Johann Schneider  | x | x | J. R. Stevens, J. S. Gouws |
| Emil Schulz       | x | x | R. J. Bushell, B. M. W. Scheidhauer |
| Wilhelm Struve    | x | x | H. Espelid, A. G. Christensen, N. Fuglesang |
| Emil Weil         | x | x | J. R. Stevens, J. S. Gouws |
| Max Wielen        | x | x | N/A |
| Erich Zacharias   | x | x | G. A. Kidder, T. G. Kirby-Green |

Un secondo processo iniziò ad Amburgo l'11 ottobre 1948, con verdetti e sentenze raggiunte entro il 6 novembre. Nel frattempo, Ernest Bevin, il ministro degli Esteri britannico, annunciò la decisione del governo di non perseguire più criminali di guerra dopo il 31 agosto 1948.
| Accusato            |
| ------------------- |
| Reinhold Burchhardt |
| Richard Hänsel      |
| Erwin Wieczorek     |

## Nella cultura popolare
Gli omicidi sono stati mostrati (come un singolo massacro piuttosto che di singoli individui o di piccoli gruppi assassinati) nel film del 1963 La grande fuga.
La ricerca dei colpevoli dell'omicidio dei 50 ufficiali alleati è stata descritta nel film The Great Escape II: The Untold Story.
Una drammatizzazione dell'indagine, scritta da Robin Brooks e Robert Radcliffe, è stata presentata nella serie "Saturday Drama" di BBC Radio 4 e trasmessa per la prima volta il 13 aprile 2013.